# Lac la Loche (Abitibi-Témiscamingue)
Pour les articles homonymes, voir Loche et Lac La Loche.
Le lac la Loche est un lac situé dans la région de l'Abitibi-Témiscamingue au Québec (Canada).

## Milieu naturel

### Flore
En 2003, le ministère des Ressources naturelles, de la Faune et des Parcs du Québec qualifie la forêt ancienne du Lac-la-Loche d'écosystème exceptionnel en raison que cette dernière n'a pas été affectée sévèrement par des perturbations naturelles sévères depuis fort longtemps et que les peuplements n'ont jamais été aménagés ou perturbés par les activités humaines.
On retrouve dans la forêt ancienne des peuplements variant entre 250 et 345 ans sur une surface de 354 ha. La forêt est composée principalement de bouleau jaune, de pin blanc d'Amérique et de sapin baumier. La Tordeuse des bourgeons de l'épinette a touché certains secteurs de la forêt.